# 香港軍事服務團
香港軍事服務團（英語：The Hong Kong Military Service Corps，縮寫HKMSC）是駐港英軍轄下的一支由香港華人組成的軍事部隊。在英軍服役的華人於當時又被稱作「華籍英兵」，但這個稱呼其實有誤，因為在英軍擔任軍職的人員均須擁有英國國籍，包括英國公民、英國屬土公民或英國國民（海外），故應稱為「華裔英兵」。由於在二次大戰前應徵加入英軍的華人士兵，主要工作包括為海軍佈設水雷或在陸軍中擔任工兵及炮兵，故此這支部隊又被暱稱為「水牛」和「水雷炮兵」 。

## 歷史

### 歷史背景
1880年代，英國皇家工兵招募香港人建造兵營及防禦工程，是為香港人加入英軍的起始，而駐港英國皇家工兵亦開始招募香港人加入。1930年代，英國皇家炮兵亦在香港招募香港華人擔任炮手。而香港政府在1941年11月成立的香港華人軍團更以招募最少約800名香港華人，並以此組建第一個本地步兵營為初期目標，不過華人軍團在成立之時已是大日本帝國入侵香港的前夕，只來得及招募46名新兵入營受訓。這些在香港參軍的華人士兵在1941年12月爆發的香港保衛戰中，與來自英國、印度，及派遣自加拿大的援軍一起，對抗日本皇軍的入侵。

### 戰後發展
1948年1月，香港軍事服務團的前身香港華人訓練分隊成立（英語：The Hong Kong Chinese Training Unit，縮寫：HKCTU），目的是為駐港英軍徵募及訓練華人新兵，這支英軍分隊於1962年改稱為「香港軍事服務團」，招募香港華人居民以本地招募人員（Locally Enlisted Personnel，LEP）身份參軍服役。
1991年6月，香港軍事服務團有48名士兵被派到塞浦路斯，加入在當地的聯合國維持和平部隊，駐守在塞浦路斯共和國與北塞浦路斯土耳其共和國之間的塞浦路斯聯合國緩衝區。當初其他維和部隊還以為是中國軍隊來到進駐，不久之後，在塞浦路斯的聯合國電視台播出介紹香港軍事服務團的片段，其他維和部隊人員才知道香港軍人加入了他們的維持和平任務。香港軍事服務團在1992年1月完成在當地的工作返回香港。
1996年12月14日，香港軍事服務團於昂船洲軍營舉行鳴金收兵降旗儀式，由時任香港總督彭定康主持，而降下的軍旗由香港軍人協會永久保存。及後，軍團於1997年3月31日正式解散。